# 日和佐道路
日和佐道路（ひわさどうろ）は、徳島県阿南市から徳島県海部郡美波町に至る地域高規格道路。阿南安芸自動車道の一部である。
災害時の緊急輸送進入路が3か所かけられている。

## 基本データ
- 路線名 : 一般国道55号日和佐道路[2]
- 起点 : 徳島県阿南市福井町小野[2]
- 終点 : 徳島県海部郡美波町北河内[2]
- 総延長 : 9.3 km[2]
  - 小野IC - 由岐IC : 3.1 km
  - 由岐IC - 日和佐出入口 : 6.2 km
- 規格 : 第1種第3級[2]
- 道路幅員 : 10.5 m[2]（由岐IC付近のみ20.5 m）
- 車線数 : 暫定2車線[2]（完成4車線）
- 設計速度 : 80 km/h[2]（現時点では70 km/h）
- 通行料金 : 無料

## 位置関係
- （松山・高松・鳴門方面） - 徳島南部自動車道 - 桑野道路 - 福井道路 - 日和佐道路- （美波～牟岐～海部） - 海部野根道路 - 野根安倉道路 - （安芸・高知方面）

## インターチェンジなど
- 施設名欄の背景色が■である部分は施設が供用開始されていない、または完成していないことを示す。なお、未開通区間の名称は仮称である。
- BS（バス停留所）のうち、○は運用中、◆は休止中の施設。無印はBSなし。
- （数字）は、他路線の番号。<数字>は、予定番号。
- 英略字は以下の項目を示す。
IC : インターチェンジ、BS : バスストップ

| IC 番号                               | 施設名                     | 接続路線名                  | 小野 から （km） | 日和佐 出入口 から （km） | BS | 備考                                 | 所在地 | 所在地 |
| ------------------------------------- | -------------------------- | --------------------------- | ---------------- | ------------------------- | -- | ------------------------------------ | ------ | ------ |
| E55 福井道路 阿南方面（事業中）       |                            |                             |                  |                           |    |                                      |        |        |
|                                       | 小野IC                     | 国道55号（現道）            | 0.0              | 9.3                       |    | 由岐方面出入口のみ 2011年7月16日開通 | 徳島県 | 阿南市 |
|                                       | 由岐IC                     | 徳島県道194号由岐港線       | 3.1              | 6.2                       |    |                                      | 徳島県 | 美波町 |
| -                                     | 緊急進入路 （木岐地区）    | （徳島県道289号赤松由岐線） |                  |                           |    | 一般車両進入禁止                     | 徳島県 | 美波町 |
| -                                     | 緊急進入路 （北白浜地区1） |                             |                  |                           |    | 一般車両進入禁止                     | 徳島県 | 美波町 |
| -                                     | 緊急進入路 （北白浜地区2） |                             |                  |                           |    | 一般車両進入禁止                     | 徳島県 | 美波町 |
|                                       | 日和佐出入口               | 国道55号（現道）            | 9.3              | 0.0                       |    | 全線開通時交差点変更                 | 徳島県 | 美波町 |
| E55 海部道路 安芸方面（予定路線区間） |                            |                             |                  |                           |    |                                      |        |        |

## 歴史
従来の国道55号が事前通行制限区間であるほか急カーブなど運転が難しい箇所が多いため、阿南安芸自動車道の中でも先行的に整備が進められた。2007年に由岐IC - 日和佐出入口までの区間が国土交通省直轄の地域高規格道路としては四国地方で初めて開通し、内外を結ぶ比較的良好な道路が無かった美波町由岐地区の交通が便利になった。2011年7月16日、残る小野IC - 由岐IC間も供用され、全線が開通した。
- 1994年12月 : 阿南安芸自動車道全体が計画路線に指定
- 1995年度 : 整備区間に指定、事業に着手
- 1995年 : 環境影響評価の作業
- 1996年度 : 測量と設計協議に着手
- 1999年 : 由岐IC - 日和佐出入口間で用地買収と工事に着手
- 2000年4月 : 起工式
- 2001年 : 小野IC - 由岐IC間で用地買収と工事に着手
- 2001年7月 : 最長トンネルの美波ゆめトンネルが着工
- 2003年12月 : 美波ゆめトンネル貫通
- 2007年5月12日 : 由岐IC - 日和佐出入口間開通
- 2011年7月16日 : 小野IC - 由岐IC間開通[5]

## 主な橋・トンネル

### 橋
- 由岐IC橋 (18 m)
- 田井第二高架橋 (325 m)
- 喜多地川橋 (25 m)
- 木岐高架橋 (225 m)
- 北白浜二号橋 (84 m)
- うみがめ橋 (72 m・名前は一般募集)[6]

### トンネル
- 由岐トンネル (1279 m)[7]
- 木岐第一トンネル (258 m)[7]
- 木岐第二トンネル (210 m)[7]
- 北白浜トンネル (492 m)[7]
- 美波ゆめトンネル (1968 m・名前は一般募集) - 徳島県南部で最長のトンネル[8]

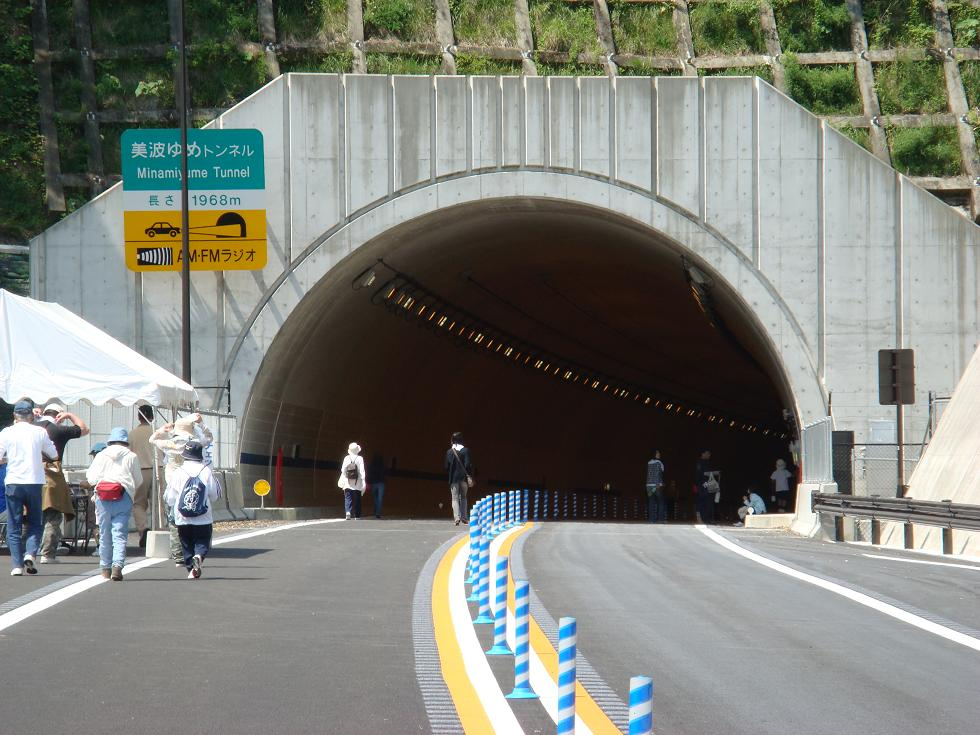
美波ゆめトンネル
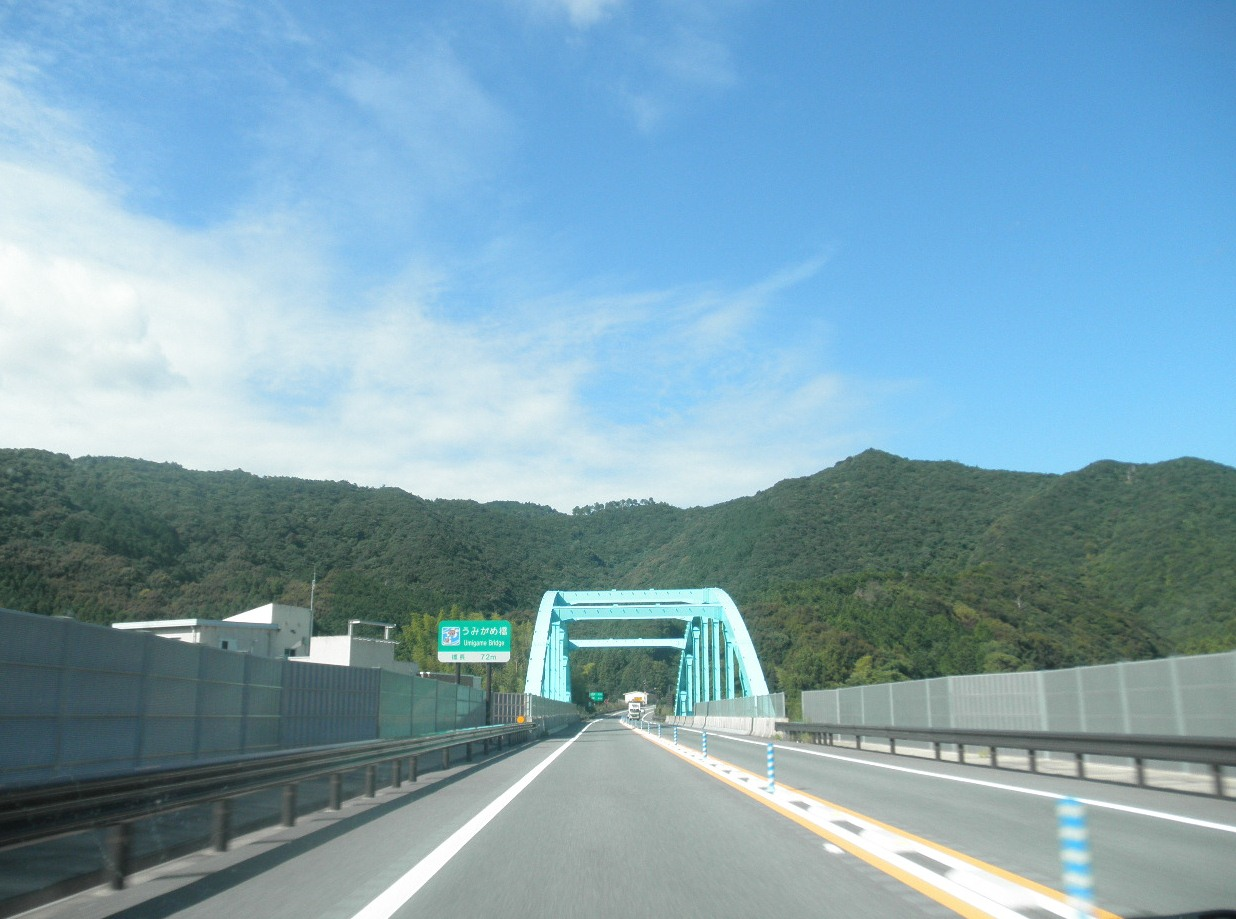
うみがめ橋
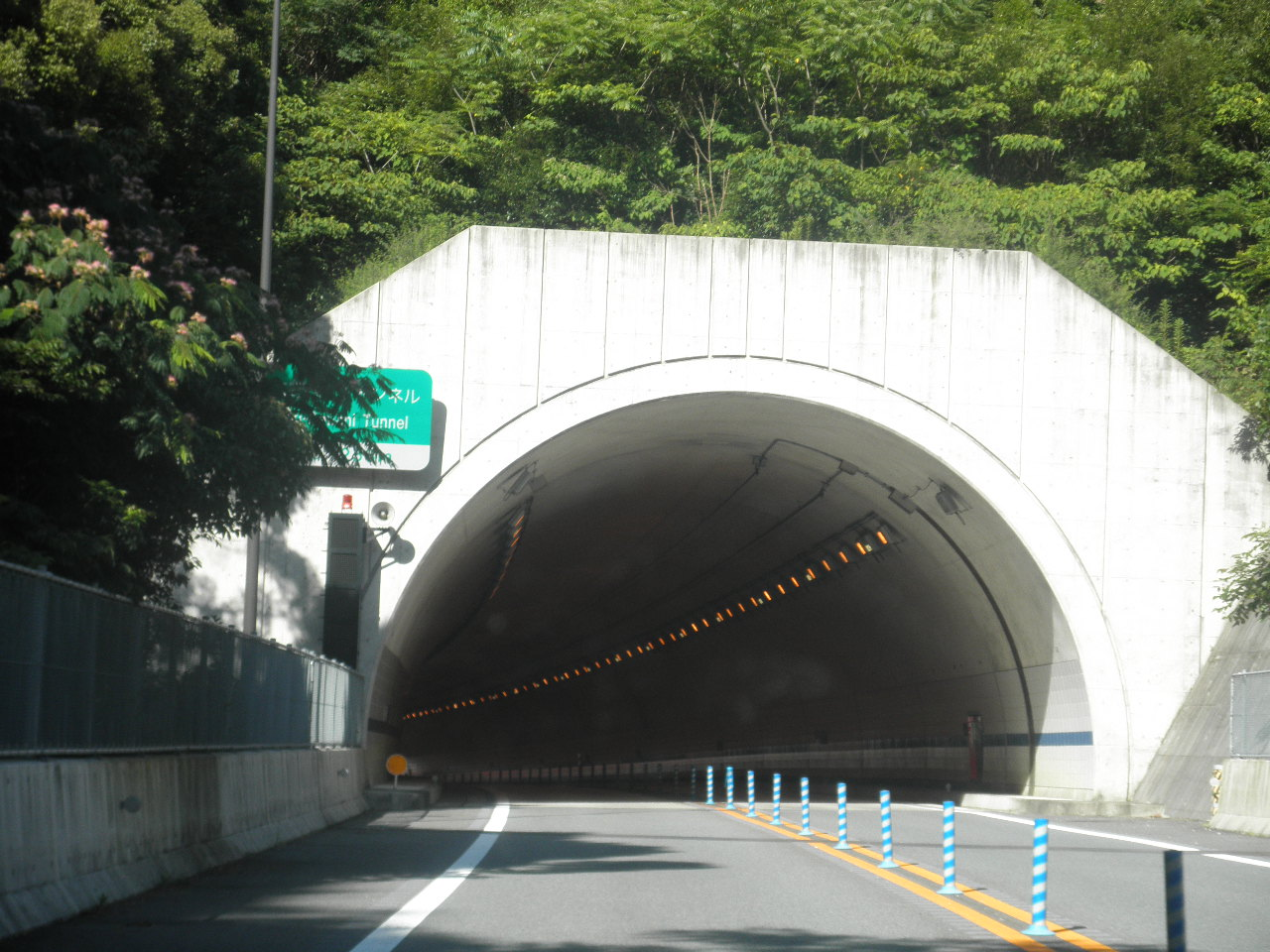
木岐第一トンネル

## 通過市町村
- 徳島県
  - 阿南市 - 海部郡美波町